# Дом Н. В. Соллогуба
Дом Николая Варламовича Соллогуба — жилое здание во Владивостоке. Построен в 1882 году и является одним из старейших каменных зданий города. Архитектором здания выступил сам владелец дома — Николай Варламович Соллогуб. 
Историческое здание по адресу Пушкинская улица, 7 сегодня является объектом культурного наследия Российской Федерации.

## История
Построенный в 1882 году дом стал одной из первых каменных построек Владивостока. Проектированием здания занимался сам Николай Варламович Соллогуб, строивший особняк для своей супруги Сони. Николай Васильевич — основатель первой владивостокской газеты: 14 ноября 1881 года был утверждён в должности редактора-издателя газеты «Владивосток». Прибыв во Владивосток из Саратова, журналист решил воплотить свою мечту — стать редактором собственной газеты. Едва встав на ноги, Соллогуб купил участок на склоне Машкина оврага и занялся строительством дома, которое заняло около пяти лет.
17 апреля 1883 года в построенном здании началось издание первой на Дальнем Востоке газеты «Владивосток». Изначально газета задумывалась как отраслевое «морское» периодическое издание, но усилиями Николая Варламовича скоро газета обрела общественно-политический и литературный характер. Первый этаж здания был отдан под редакцию газеты и типографию. Второй этаж занимала семья Соллогуба: Николай с супругой и их пятеро детей. Также на втором этаже располагался кабинет главного редактора.
Статус памятника архитектуры дом получил в 1987 году. В 2003 году на доме установили мемориальную доску с горельефом Николая Варламовича Соллогуба.

## Архитектура
Дом кирпичный двухэтажный с мансардой и трёхэтажной башней, выступающей из основного объёма. Башня в нижнем этаже, выполненном из камня, имеет большие стрельчатые окна. В пластике фасадов использованы типичные для кирпича элементы. Карнизы и тяги, обрамляющие лучковые окна на фасадах здания, декорированы зубцами. Художественный образ дома отсылает к средневековым готическим замкам.            